# 王穀 (景泰進士)
王穀（1421年—1480年），字萬石，四川敘州府南溪縣人，軍籍，治《禮記》，年三十四歲中式景泰五年甲戌科第二甲第四十一名進士。

## 生平
正月初九日生，行一，曾祖王文信；祖王永，主事；父王宴；母陳氏。具慶下，妻簡氏，弟粟；符；節；稷；菽。由縣學增廣生中式四川鄉試第十名舉人，會試中式第二百七十六名。